# Geleen- en Vlootbeek
Het Waterschap van de Geleen- en Vlootbeek was een waterschap in de Nederlandse provincie Limburg. 
Het strekte zich uit van Linne en Sint Odiliënberg via Sittard-Geleen tot aan Landgraaf en Heerlen. Het lag in zuidelijk Midden-Limburg en in het noordelijk deel van Zuid-Limburg.
Het waterschap lag in het gebied van en is vernoemd naar de beken Vlootbeek in het noordelijke deel en de Geleenbeek met zijbeken in het zuidelijke deel. Zowel de Vlootbeek als de Geleenbeek monden uit in de Maas. Het waterschap had als taak om zorg te dragen voor de waterbeheersing van de beken in het hele stroomgebied.

## Geschiedenis
In 1980 ontstond het waterschap door de fusie van waterschap Vlootbeek met het Waterschap van de Geleen- en Molenbeek tot het waterschap Geleen- en Vlootbeek op verzoek van waterschap Vlootbeek.
In 1983 ontstond het Waterschap Roer en Overmaas waarin het Waterschap van de Geleen- en Vlootbeek opging, met uitbreiding van het stroomgebied van het Nederlandse deel van de rivier de Roer en de Maasnielderbeek.

## Verwant wapen

Het wapen van De Vlootbeek